# Байтало
Байтало (груз. ბაითალო, азерб. Baytallı) — село Марнеульского муниципалитета, края Квемо-Картли республики Грузия со 100 %-ным азербайджанским населением. Находится на юге Грузии, на территории исторической области Борчалы.

## География
Село маленькое, расположено на равнине, на правом берегу реки Дебед, на высоте 350 метров над уровнем моря, в 20 км. от города Марнеули. Граничит с селами Квемо-Сарали, Земо-Сарали, Сеидходжало, Улашло, Касумло, Ахали-Лалало и Беитарапчи Марнеульского Муниципалитета.

## Население
По данным Государственного статистического комитета Грузии, согласно официальной переписи 2002 года, численность населения села Байтало составляет 400 человека и на 100 % состоит из азербайджанцев.

## Экономика
Население в основном занимается овцеводством, скотоводством, овощеводством и плодоводством.

## Достопримечательности
- Мечеть[4]
- Средняя школа

## Интересные факты
В Байтало расположена очень холодная вода из колодца, т.к село расположено ближе к Лялвару.